# Bordier & Cie
Bordier & Cie es un banco privado suizo, fundado en 1844 en Ginebra, que se dedica a la gestión patrimonial para clientes privados. Miembro de la Asociación Suiza de Banqueros Privados, es uno de los últimos bancos de Suiza en conservar la condición de “Banquero Privado” con tres socios que responden ilimitadamente con sus propios bienes de los compromisos contraídos por el Banco. Posee una licencia bancaria en Suiza, Singapur y las Islas Turcas y Caicos, y dispone asimismo de sucursales en el Reino Unido, Francia y el Uruguay.

## Historia
La familia Bordier llegó a Ginebra en 1554 cuando Guillaume Bordier, un protestante francés que huía de la persecución religiosa en la región de Orleans, se traslada a Suiza. Sus descendientes se distinguieron inicialmente en el comercio de telas y, posteriormente, en la orfebrería y la joyería, así como en funciones eclesiásticas.

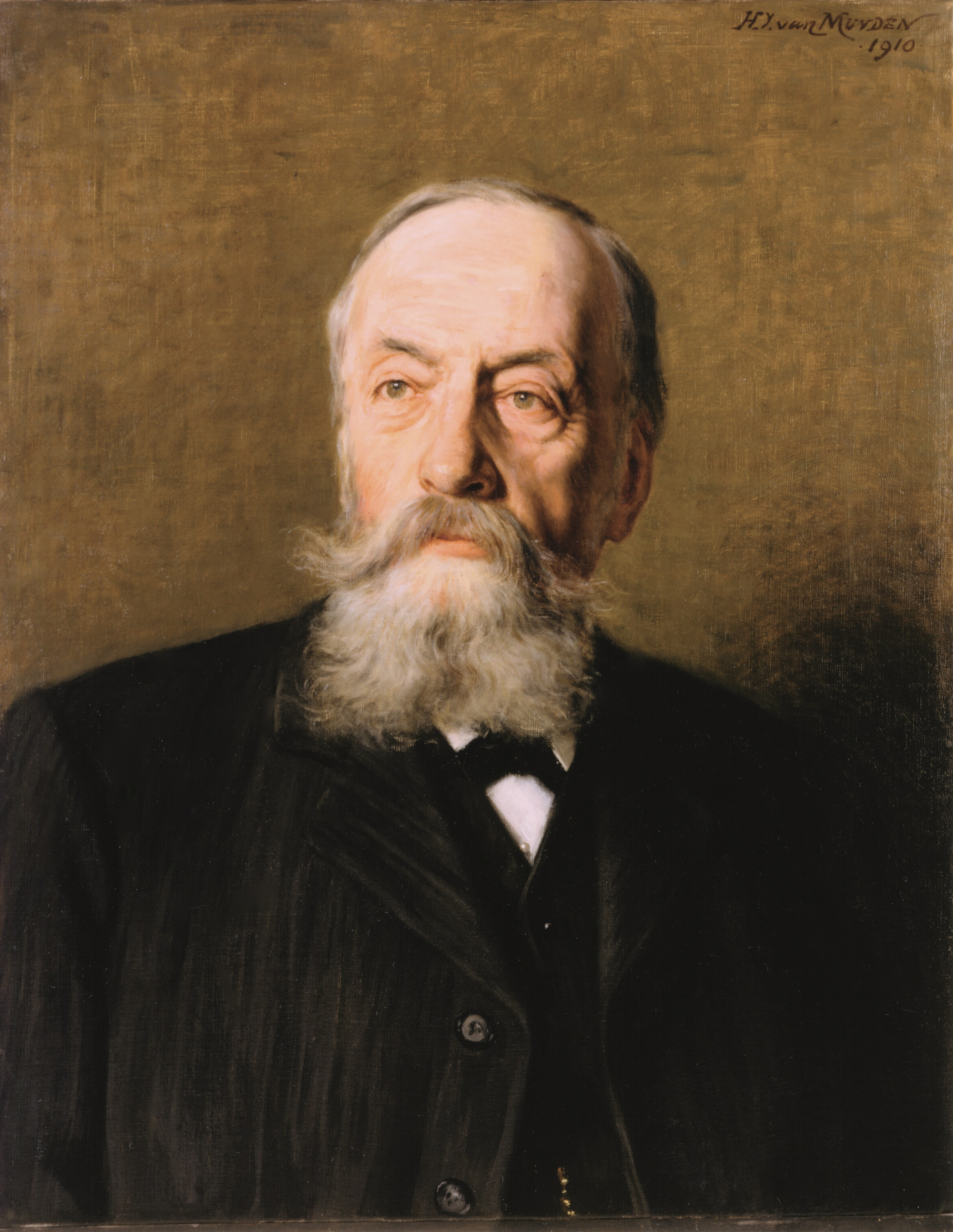
Ami Bordier

Los orígenes del Banco Bordier se remontan a 1844, cuando Jacques Reverdin (1812-1895), anteriormente empleado en el Banco Pictet, decide crear su propia estructura para ejercer como banquero en Ginebra. En 1871, Ami Bordier (1841-1920), que se había casado con la hija de Jacques Reverdin ese mismo año, se une a Reverdin & Cie como corredor de bolsa. Cuando su suegro murió en 1895, asumió la dirección del Banco, que entonces tenía 13 empleados y pasó a denominarse Bordier & Cie.
A él se unieron sus dos hijos, Pierre y Édouard, que se convirtieron en socios en 1897 y 1904, respectivamente. En 1906, el Banco se trasladó al número 16 de Rue de Hollande en Ginebra, un edificio que ha sido su sede desde entonces. Ami Bordier se jubila en 1917, dejando a sus hijos al frente de la Sociedad.
En la década de 1930, los hijos de Pierre y Édouard se incorporaron a la entidad, marcando así la llegada de la tercera generación al Banco familiar. Guillaume y Jacques Bordier, hijos de Pierre, se convirtieron en socios en 1936, y a ellos se unieron Raymond (tercer hijo de Pierre) y Edmond Bordier (hijo único de Édouard) en 1938. Cuando se jubiló Pierre Bordier en 1956, el Banco tenía 32 empleados.
En 1966, se convirtieron en socios dos miembros de la cuarta generación: Philippe Bordier (hijo mayor de Jacques) y André Bordier (hijo de Guillaume). En 1974, ambos se encontraron solos a la cabeza del Banco familiar y se les conoce en particular por el proceso de informatización, que comenzó en 1975 con la introducción del primer sistema de IBM, seguido a finales de la década de 1980 por la adopción del software Olympic, desarrollado por Eri SA, que permite al personal gestionar directamente todas las transacciones de las cuentas de los clientes.
En 1992, Pierre Poncet se convirtió en socio, marcando por primera vez la llegada en calidad de socio de una persona ajena a la familia Bordier. En 1994, se unió a él Gaétan Bordier, quien marcó la llegada de la quinta generación de la familia al Equipo Directivo. Grégoire Bordier, perteneciente asimismo a la quinta generación, se convirtió en socio en 1997 y desde esa fecha es socio principal con responsabilidad ilimitada. Su hermano Evrard Bordier también se convierte en 2011 en socio con responsabilidad ilimitada. Michel Juvet se incorpora en 2012 con esa misma función para reemplazar a Pierre Poncet, que pasa a ser socio comanditario. A este último se une en 2017 Patrice Lagnaux y, posteriormente en 2018, Alessandro Caldana. En 2020, Christian Skaanild es nombrado socio con responsabilidad ilimitada, mientras que Michel Juvet dejó el grupo de socios para convertirse a su vez en socio comanditario.
En 2020, el Banco Bordier cambia su forma jurídica y pasa a ser una sociedad comanditaria por acciones, abandonando su anterior condición de sociedad comanditaria principalmente por razones de flexibilidad contable. Los tres socios principales del Banco siguen siendo responsables indefinidamente con sus bienes personales de los compromisos contraídos por el Banco. La institución conserva así la condición de “Banquero Privado”, lo que la convierte en la única entidad de la Suiza francófona en conservar esta condición histórica, y en uno de los últimos miembros de la Asociación Suiza de Banqueros Privados junto con otros cuatro bancos de la Suiza alemana.

## Actividades
Al final de junio de 2024, el Banco Bordier gestionaba 18.200 millones de francos suizos en nombre de sus clientes.

### Gestión patrimonial
Las actividades del Banco Bordier se centran históricamente en la banca privada, que incluyen asesoramiento (financiero e inmobiliario) en gestión patrimonial, fiscal, jurídico, en inversiones a medida y en materia de sucesiones, además de prestar los servicios bancarios tradicionales.
Estos servicios se ofrecen tanto a los clientes suizos como a los clientes extranjeros.

### Gestión de activos
El Banco Bordier permite a sus clientes invertir en fondos de inversión gestionados por sus propios equipos. Por lo tanto, incluye una rama de gestión de activos y una amplia gama de fondos, principalmente de sociedades de inversión de capital variable (SICAV) u organismos de inversión colectiva en valores mobiliarios (OICVM), y se invierten en bonos y acciones europeos, internacionales o suizos.
En 2016, el Banco crea una sociedad afiliada en Suiza dedicada a inversiones no tradicionales, en particular en Private Equity y productos estructurados complejos. Bordier FinLab también tiene como objetivo invertir en otros fondos ofreciendo capital inicial (Seed Money), en particular en el sector de la tecnología financiera.

### Filiales y asociaciones
En 1986, el Banco crea su primera filial bancaria, Bordier International Bank & Trust (BiBT), un banco domiciliado en las Islas Turcas y Caicos. Evrard Bordier, perteneciente a la quinta generación de la familia, dirige dicha filial desde el año 2000.
A finales del decenio de 1990, el Banco Bordier comienza a crecer en otras ciudades suizas con la apertura de su primera sucursal en Zúrich en 1997. Posteriormente, se han abierto otras dos oficinas en Suiza, en concreto en Berna en 1999 y en Nyon en 2005.
El Banco prosiguió en 2001 su expansión internacional dirigiéndose al Reino Unido, donde adquiere una participación del 45% en la sociedad Berry Asset Management, y luego se convirtió en accionista mayoritario, adquiriendo el 90% del capital en 2007. En 2014, la sociedad cambia su denominación por “Bordier & Cie (UK) Limited”, pasando a ser la sociedad gestora del Banco Bordier en Londres.
En 2006, el Banco estableció una sociedad de gestión en París. Posteriormente en 2017, amplía su presencia en Francia con la apertura de dos oficinas regionales en Rennes y Brest.
En 2007, abrió una sucursal en Montevideo. La implantación en 2018 de Bordier & Cie en el Uruguay fue acompañada de la adquisición de la empresa de asesoramiento en inversiones, Helvetia Advisors, ubicada asimismo en Montevideo.
En Asia, abrió en 2011 una sucursal en Singapur y, posteriormente, estableció en 2018 una asociación en Vietnam con el Military Commercial Joint Stock Bank, lo que condujo en 2020 a la creación de una empresa conjunta, MB Private, la cual ofrece servicios de banca privada a clientes vietnamitas con un elevado patrimonio neto.